# Escuela Nacional de Trabajo Social
La Escuela Nacional de Trabajo Social (ENTS) es una de las 7 Escuelas Nacionales de la Universidad Nacional Autónoma de México. 
Se ubica en Ciudad Universitaria al sur de la Ciudad de México.

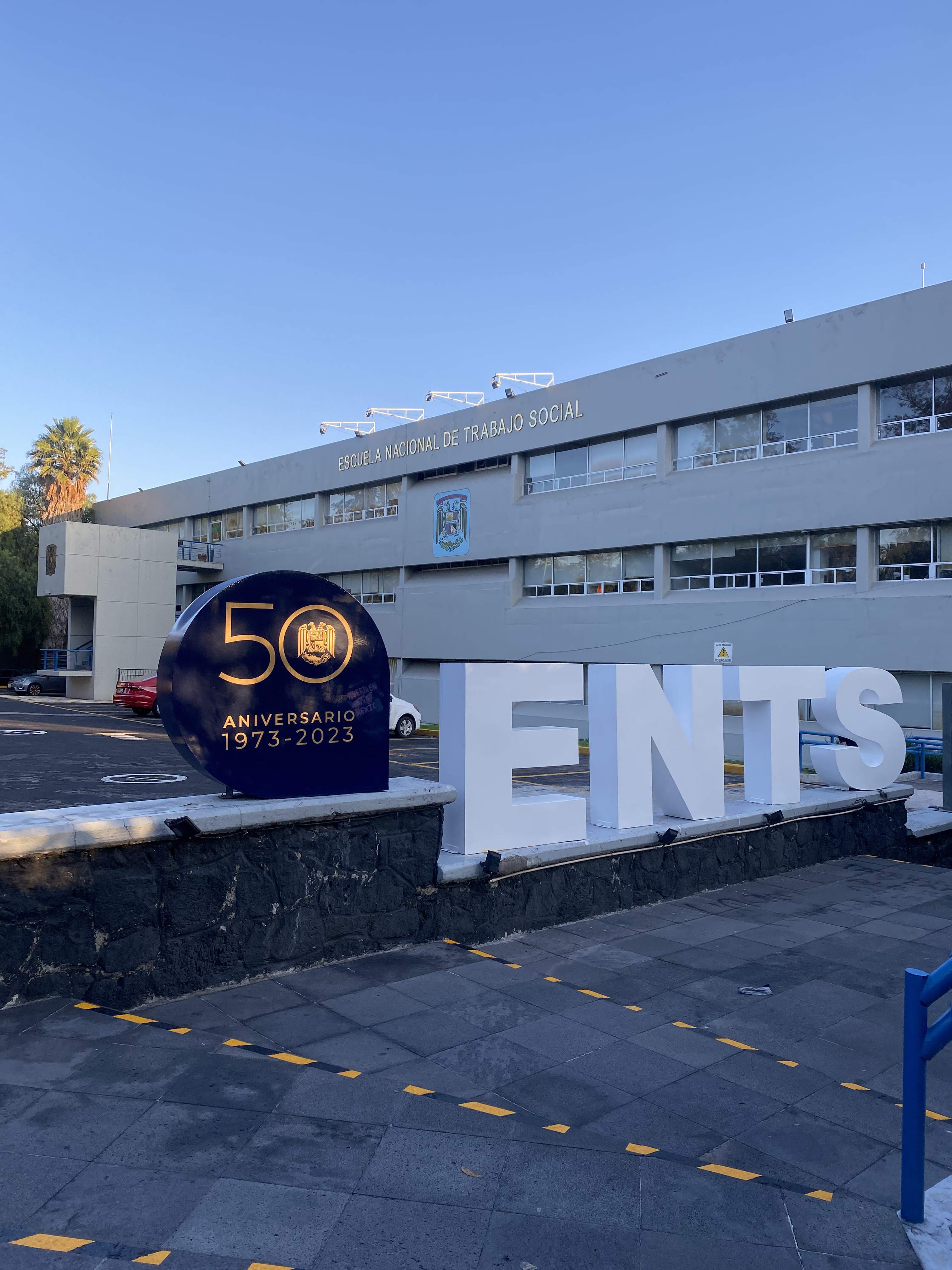

Desde el 2020 es dirigida por Carmen Casas Ratia, electa por la Junta de Gobierno de la UNAM para un periodo de cuatro años (hasta el 2024) y con derecho a reelección.

## Historia

### Nivel técnico

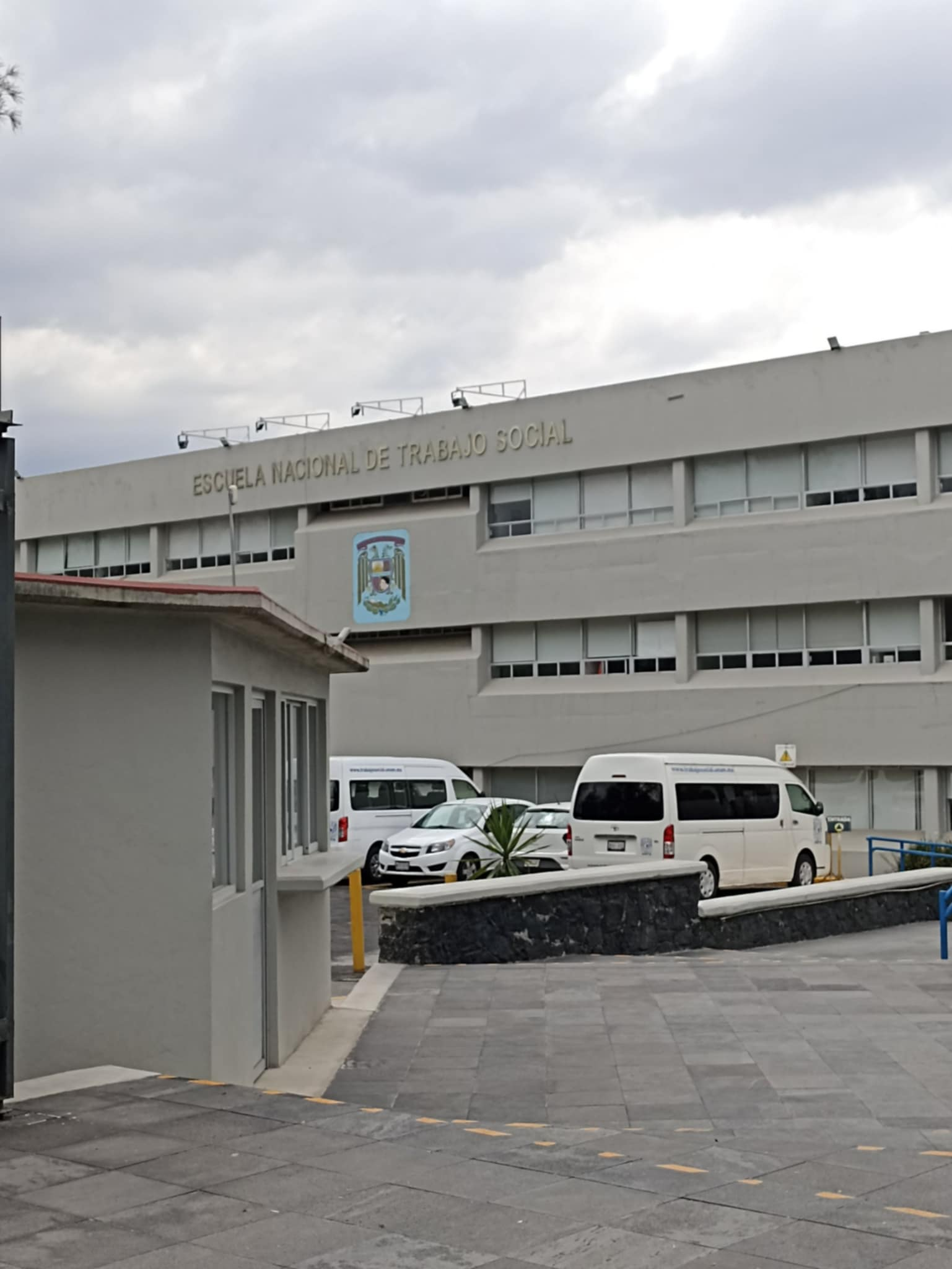
Entrada principal, Escuela Nacional de Trabajo Social

En la Universidad Nacional Autónoma de México, la carrera de trabajo social a nivel técnico tiene sus antecedentes en un curso especial para personal en funciones de trabajo social de los tribunales para menores. Este curso fue de dos años y se impartió en la Escuela Nacional de Jurisprudencia de la UNAM en los años de 1938 y 1939. Su finalidad fue capacitar a ese personal para enfrentar con conocimientos técnicos y científicos los problemas de la delincuencia infantil en México.

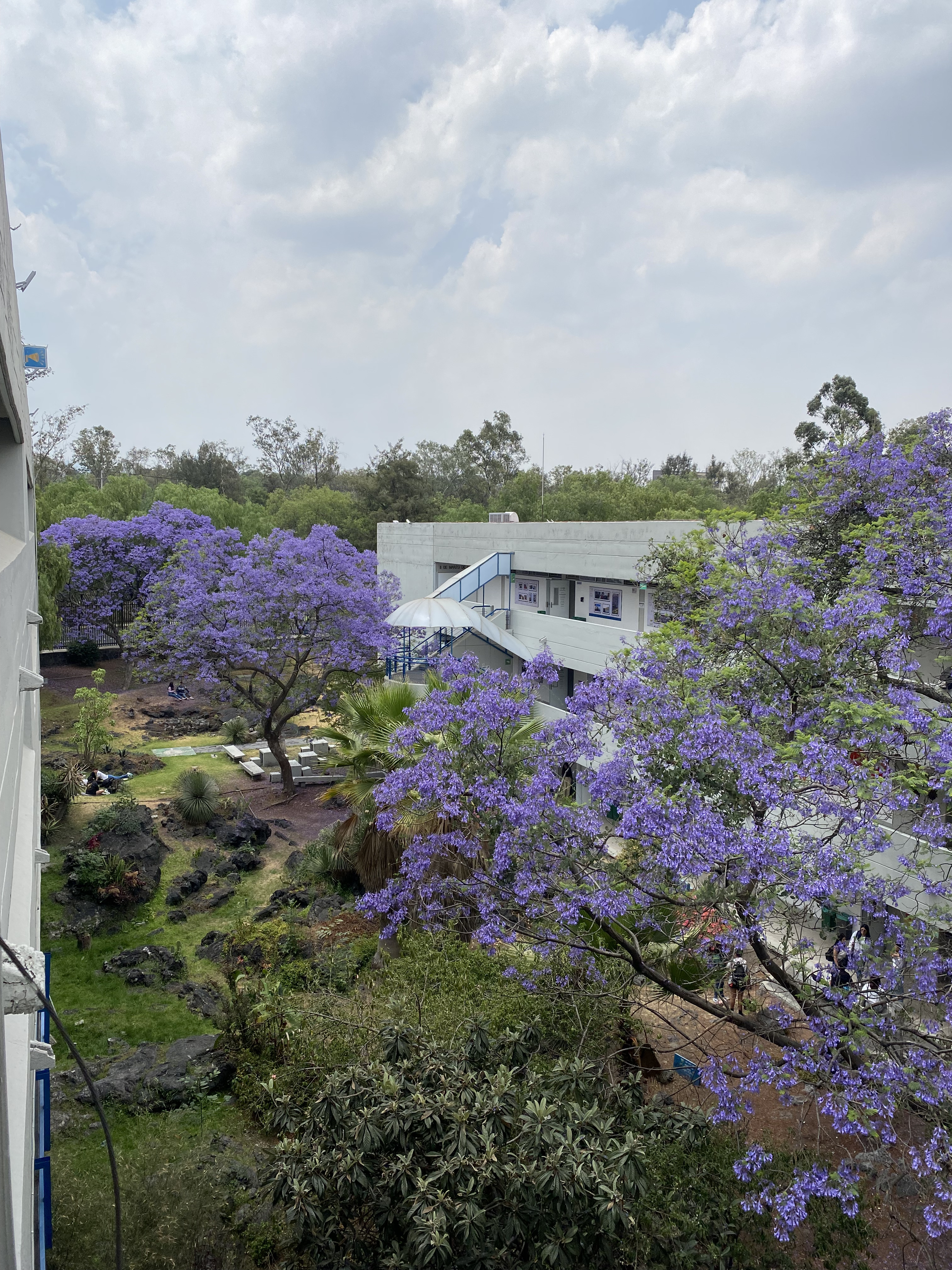
ENTS.UNAM

Motivados los profesores que participaron en el curso sobre delincuencia juvenil y vista la necesidad imperiosa que tenía el país de preparar trabajadores sociales para sus programas de bienestar, pusieron a la consideración del director de la Escuela Nacional de Jurisprudencia y Ciencias Sociales un plan de estudios para la creación de la carrera de trabajo social.

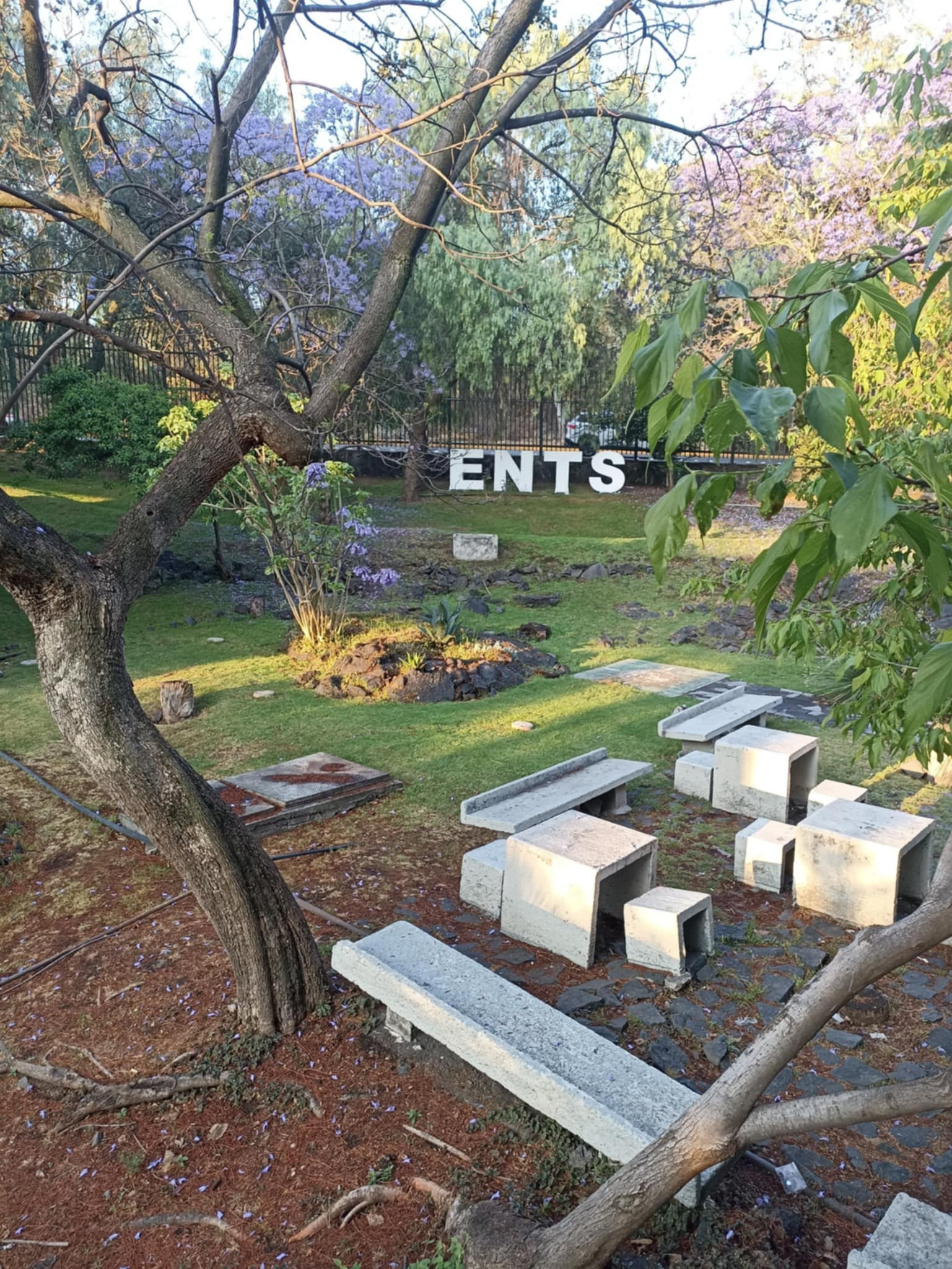
Escuela Nacional de Trabajo Social, UNAM (áreas verdes)

### Creación de la Escuela Nacional de Trabajo Social
En el año de 1968, se dio curso al proyecto de creación de la licenciatura en Trabajo Social, gracias al esfuerzo de los profesores, alumnos y profesionales, quienes conscientes de la responsabilidad social de la disciplina, promovieron la implantación de la licenciatura. Al diseñar el Plan de Estudios, se consideró que se daba respuesta a la necesidad de elevar el nivel académico de la carrera; sin embargo, la problemática de la formación del trabajador social no se resolvió a fondo, ya que la parte medular a los fines y a la metodología de esta disciplina demostraba que éstos eran los mismos y se impartían por trabajadores sociales con un nivel formativo de técnicos. El H. Consejo Universitario, considerando que la carrera debía tener su propia infraestructura institucional, aprobó el día 4 de octubre de 1973 la creación de la Escuela Nacional de Trabajo Social, independiente de la Facultad de Derecho; el día 18 de enero de 1974, la Junta de Gobierno de la UNAM designó al primer director de la Escuela, doctor Manuel Sánchez Rosado, consolidando con ello todo un proceso que permitió una mayor identidad profesional en el ámbito universitario e institucional.

### Directores de la Escuela Nacional de Trabajo Social
- Dr. Manuel Sánchez Rosado† (1974-1980)
- Lic. Antonio Buenrostro (1980 [Interino])
- Lic. Yolanda Aguirre Harris Rivera† (1980-1984)
- Lic. Lourdes Apodaca Rangel (1984-1992)
- Lic. Nelia Tello Peón (1992-2000)
- Dr. Roberto Bermúdez Sánchez (2000 [Interino])
- Mtro. Carlos Arteaga Basurto (2000-2008)
- Mtra. Graciela Casas Torres (2008-2012)
- Mtra. Juana Leticia Cano Soriano (2012- 2020)
- Mtro. Carlos Arteaga Basurto (2020 [Interino])
- Mtra. Carmen Guadalupe Casas Ratia (2020 - 2024)

## Definición
El Trabajo Social es la profesión de carácter humanista cuyo objetivo es el diseño y la aplicación de estrategias o modelos de intervención que promuevan la participación de individuos, grupos comunidades y la sociedad en general, en acciones que prevengan, atiendan o den solución a las necesidades y problemas que presentan.

## Objetivo General
Formar en el estudiante una visión integral proporcionándole los conocimientos teóricos y metodológicos que le permitan analizar las necesidades sociales e intervenir en ellas a través de la práctica de Trabajo Social, para contribuir al desarrollo de los sujetos y de sus procesos de intervención en la realidad social. 

## Misión
Formar profesionales en trabajo social con alto nivel académico, líderes en la construcción de conocimientos en el campo de lo social; con capacidad de realizar investigación crítica, y proponer e implementar estrategias de intervención, promoviendo la participación organizada de los actores sociales, para contribuir al desarrollo social en un marco de respeto, libertad, justicia y equidad.

## Visión
Ser la instancia universitaria de excelencia académica, líder en la formación de profesionistas en Trabajo Social, altamente calificados en el conocimiento de intervención en la problemática Social y comprometidos con los cambios sociales para el bienestar colectivo.

## Principales funciones del trabajador social
Realizar investigaciones sociales.
Planear, administrar, ejecutar, supervisar y evaluar programas y proyectos sociales.
Formar y organizar grupos para la prevención y atención de los problemas sociales.
Diseñar, desarrollar y evaluar estrategias de intervención social en los niveles individual, grupal y comunitario.
Aplicar estrategias de educación social para desarrollar las capacidades y habilidades de la población.
Organizar y capacitar a la población para motivar su participación social.
Promover y fundamentar políticas sociales de acuerdo con las necesidades y demandas colectivas.

## Áreas de Intervención en el Campo Laboral.
•	Ámbito Penitenciario
•	Asistencia y Promoción Social
•	Asociaciones Civiles
•	Derechos Humanos
•	Ecología y Medio Ambiente
•	Educación 
•	Organismos no gubernamentales
•	Participación Ciudadana
•	Política
•	Procuración y Administración de justicia
•	Protección Civil
•	Sector Empresarial
•	Sector  Salud 
•	Vivienda 

## Origen del escudo de la ENTS
Durante la generación 61-63, se convocó a los alumnos a participar en el diseño de un escudo que identificara a la carrera de Trabajo Social. 
La Trabajadora Social María del Carmen Torres Medina que en ese entonces era estudiante, fue la persona que ganó. Actualmente el original se encuentra en la oficina del jefe de la División de Estudios Profesionales. ¿Sabes lo que significa el escudo de la escuela? Al igual que el escudo de la UNAM, cuenta con un águila, un cóndor, volcanes y una guía de nopales. 
Se encuentra dividido en cinco partes, en la parte superior izquierda un campo surcado que representa la amplitud del estudio y un sol, que simboliza el nacimiento de una nueva vida, tanto individual como colectiva. El campo surcado significa también los diferentes caminos que han sido planificados metodológicamente en las diversas disciplinas científicas que abarca el estudio del Trabajo Social. 
Del lado superior derecho un búho, símbolo de sabiduría de todas las ciencias del conocimiento relacionadas en su totalidad. 
En la parte interior derecha como eje aparece un ser humano, el hombre, el ser más complejo sobre la tierra, el cual siempre es será un enigma nuevo por descifrar, por estudiar y por equilibrar. Interrogación eterna, conocimiento infinito. Un hombre, una mujer y un niño: la familia, formación de todo género humano, el ser en todas sus etapas y en desarrollo, credos, religiones y razas. 
Del lado inferior izquierdo: dos llaves, que son el símbolo de la conclusión de todo esfuerzo humano, el cual abre las puertas del éxito, cuando el problema está solucionado. Al centro, el objetivo del conjunto que dice "Trabajo Social".

## Centro de Información y Servicios Bibliotecarios
El Centro de Información y Servicios Bibliotecarios consta de una biblioteca, hemeroteca, videoteca, sala de cómputo, así como una sala de proyecciones y una de seminarios.
La biblioteca de la ENTS cuenta con la colección más completa y numerosa en temas especializados en Trabajo Social y áreas afines, tanto en México, España, Sudamérica y países anglosajones.
Actualmente la biblioteca cuenta con:
- 87,747 volúmenes de libros
- 572 títulos de revistas relacionadas con el Trabajo Social
- Periódicos
- Folletos
- Discos Compactos
- Videos
- Cubiculos de estudio en grupo
- Acceso a bases de datos en línea
- Sala de lectura informal

Los servicios que brinda la biblioteca son:
- Bases de datos en línea
- Catálogo automatizado
- CD-Rom
- Comprobantes de no adeudo
- Consulta bibliográfica y hemerográfica
- Estantería abierta
- Fotocopiado
- Orientación e información
- Préstamo a domicilio
- Préstamo a cubículos para estudio en grupo
- Préstamo interbibliotecario
- Registro de usuarios
- Tesis

## Cultura
Durante el ciclo escolar se trabaja en acciones orientadas a difundir y extender los beneficios de la cultura para, con ello, contribuir a la formación integral como estudiante de esta Escuela. Todo esto con el fin de que la cultura y el arte sean un valor esencial en la educación, haciendo partícipe al alumno del pleno goce estético y del aprendizaje significativo que solo éstos pueden promorcionar.
De ahí la relevancia de vincular las actividades culturales mediante extensión y difusión de diversas expresiones artísticas como:
- Cine
- Teatro
- Danza
- Música
- Artes Visuales
- Cuento
- Poesía

## Deporte
En materia de deporte y recreación, la ENTS ofrece una amplia gama de actividades deportivas y recreativas con el propósito de que se desarrollen las aptitudes y capacidades de los miembros de la comunidad.Objetivo General
Formar en el estudiante una visión integral proporcionándole los conocimientos teóricos y metodológicos que le permitan analizar las necesidades sociales e intervenir en ellas a través de la práctica de Trabajo Social, para contribuir al desarrollo de los sujetos y de sus procesos de intervención en la realidad social. 

## Carrera que se imparte
- Licenciatura en Trabajo Social

Con una duración de nueve semestres; el Programa de Licenciatura cuenta con dos opciones de estudio, el Sistema escolarizado y Sistema universidad abierta y educación a distancia (SUAyED [modalidad A distancia]); al término de los estudios y cubriendo los trámites de titulación pertinentes, se otorgara el grado académico de Licenciado en Trabajo Social.
Las convocatorias para estudiar la Licenciatura en Trabajo Social, se publican tres veces al año (dos para el sistema escolarizado (en los meses de enero y abril), y tres para el SUAyED [en los meses de enero, abril y septiembre]).

### Plan de Estudios de Licenciatura (2003)
A partir del 6 de noviembre de 2002, se aprobó la reubicación de las asignaturas del Plan de Estudios (Aprobado por el H.Consejo Técnico de la ENTS, el 24 de mayo de 2002 y el Consejo Académico del Área de las Ciencias Sociales, el 6 de noviembre de 2002), ahora el documento ofrece la posibilidad de ampliar el tiempo de la práctica escolar con tres asignaturas más, haciendo el total de 48 asignaturas con 366 créditos.
Asignaturas del Plan de estudios:

#### Primer Semestre
- Desarrollo histórico del trabajo social
- Teoría Social I
- Teoría Económica I
- Situación internacional contemporánea
- Análisis del estado mexicano
- Necesidades y problemas sociales
- Lógica y epistemología

#### Segundo Semestre
- Teoría de trabajo social comunitario
- Teoría Social II
- Teoría Económica II
- Situación nacional contemporánea
- Política social
- Población y medio ambiente
- Investigación social I

#### Tercer Semestre
- Teoría de grupos y trabajo social
- Teoría Social III
- Problemática rural
- Movimiento y participación social
- Estadística aplicada a la investigación social I
- Programación social
- Investigación social II

#### Cuarto Semestre
- Trabajo social en la atención individualizada
- Planeación y desarrollo social
- Organización y promoción social
- Estadística aplicada a la investigación social II
- Práctica comunitaria I

#### Quinto Semestre
- Desarrollo regional
- Salud Pública
- Problemática urbana
- Evaluación de proyectos sociales
- Práctica Comunitaria II

#### Sexto Semestre
- Familia y vida cotidiana
- Salud Mental
- Derechos humanos
- Educación social
- Práctica Regional I

#### Séptimo Semestre
- Bienestar social
- Procuración y administración de justicia
- Psicología Social
- Administración social
- Práctica Regional II

#### Octavo Semestre
- Situación jurídica de la familia
- Psicología del Desarrollo humano
- Comunicación social
- Práctica de Especialización I

#### Noveno Semestre
- Identidad y cultura
- Análisis institucional
- Práctica de Especialización II

## Posgrados
En noviembre de 2004, el Consejo Universitario aprobó la maestría en Trabajo Social, programa transdisciplinario que forma posgraduados capaces de generar conocimientos novedosos y de alta calidad, que permiten intervenir y transformar las problemáticas sociales, que hoy día presentan grandes retos y desafíos a los estudiosos de las ciencias sociales y, en consecuencia, a los trabajadores sociales.
Los alumnos cursan actividades académicas ordenadas en tres ejes formación, estas son Investigación, Práctica de intervención, y Teórico- metodológico; lo anterior con diversas Orientaciones y Campos de conocimiento (así como Líneas de investigación, en estos últimos).

### Especialización (con tres Orientaciones)
- Especialización en Trabajo Social

Con una duración de dos semestres, el Programa Único de Especializaciones en Trabajo Social, forma profesionales capaces de ofrecer alternativas, diseñar y aplicar propuestas de intervención a niveles comunitario, grupal e individual; el Posgrado oferta las orientaciones en Modelos de intervención Adultos mayores, Modelos de intervención con Jóvenes, y Modelos de intervención con Mujeres; al término de los estudios y al concluir los trámites pertinentes, se otorgara un Diploma con grado académico de Especialista en Trabajo Social.
Las Convocatorias para estudiar la Especialidad en Trabajo Social, se publican dos veces al año (una vez cada semestre [en los meses de octubre y mayo]).

### Maestría (con tres Campos de conocimiento [cada uno con sus respectivas Líneas de investigación])
- Maestría en Trabajo Social

Con una duración de cuatro semestres, el Programa de Maestría forma personal con amplia y sólida formación, capaces de generar nuevos conocimientos, y ejercer la docencia a nivel universitario; el Posgrado oferta los Campos de conocimiento en Desarrollo Humano (con 14 Líneas de investigación), Sadud (con 13 Líneas de investigación), y Trabajo Social (con 14 Líneas de investigación); al término de los estudios y al concluir los trámites de titulación pertinentes, se otorgara el grado académico de Maestra o Maestro en Trabajo Social.
La Convocatoria para estudiar la Maestría en Trabajo Social, se publica una vez al año (en el mes de septiembre).
Líneas de investigación por campo de conocimiento:

#### Trabajo Social
- Dinámica familiar
- Atención social a la familia
- Trabajo social comunitario
- Modelos de intervención en trabajo social
- Problemática social
- Trabajo social de casos
- Trabajo social de grupos
- Grupos de atención prioritaria
- Educación social
- Seguridad pública
- Desarrollo teórico metodológico del trabajo social
- Redes sociales

#### Salud
- Salud comunitaria
- Adicciones
- Salud Pública
- Evaluación de los sistemas de salud
- Salud en el trabajo
- Atención a grupos con discapacidad
- Planeación estratégica en los servicios de salud
- Calidad en los servicios de salud
- Educación para la salud
- Epidemiología y sociedad
- La salud y sus componentes sociales
- Género y derechos reproductivos
- Sociomedicina

#### Desarrollo Humano
- Pobreza y exclusión social
- Componentes del desarrollo humano
- Dimensiones socioculturales de la globalización
- Factores sociales que influyen en la calidad de vida
- Población y desigualdad social
- Bienestar social
- Desarrollo regional
- Estudios urbanos y rurales
- Desarrollo social
- Género
- Organización y participación de la sociedad civil
- Políticas públicas en el desarrollo humano
- Justicia social
- Ecología social

## Enlaces
Página oficial de la Escuela Nacional de Trabajo Social
Página oficial de la Universidad Nacional Autónoma de México
Página No Oficial de Deportes de la ENTS-UNAM
Leticia Cano, nueva directora de la Escuela Nacional de Trabajo Social
- Datos: Q5838772